# 墳洲
墳洲（英語：Fun Chau，曾稱Fung Cheuk Chau），是香港的一個島嶼，地區行政上屬於北區。位於吉澳海內，鴨兜排、鬼洲以西，吉澳、青洲以東。
墳洲上並沒有居民居住。